# Саратовский областной радиоклуб
Сара́товский областно́й радиоклу́б основан в 1946 году.

## История
По воспоминаниям Александра Сергеевича Владимирова, начальником радиоклуба был в то время Лазуткин (имя и отчество не известны). Радиоклуб занимался подготовкой кадров для армии и народного хозяйства. При клубе была создана «Секция коротких волн», в которой особой популярностью среди молодёжи пользовалась коллективная радиостанция с позывным UA4KCD. Руководил ею Всеволод Васильевич Штыхно.
После опубликования постановления от 20 августа 1951 года Совета Министров СССР об образовании ДОСААФ СССР, Саратовский областной радиоклуб, как и многие общественные и самодеятельные организации того времени, вошёл в ряды оборонного общества. Долгое время радиоклуб продолжал свою деятельность под эгидой ДОСААФ, сотрудничая с Центральным Радиоклубом СССР (ЦРК) имени Э. Т. Кренкеля и Федерацией Радиоспорта СССР.
После упразднения Центрального Радиоклуба (ЦРК), в 1992 году, на базе радиоклуба было организовано саратовское региональное отделение (РО) Союза радиолюбителей России (СРР). Региональное отделение СРР является членом национальной радиолюбительской организации — Союза радиолюбителей России, входящей в Международный радиолюбительский союз (англ. IARU), представляющего интересы радиолюбительских организаций в Международном союзе электросвязи (англ. ITU).
Саратовский областной радиоклуб ДОСААФ является структурным подразделением регионального отделения ДОСААФ Саратовской области. Имеет своё помещение, избранный совет, положение и атрибутику - флаг и символику. Радиоклуб  проводит как самостоятельные мероприятия, так и в сотрудничестве с родственной радиолюбительской организацией - РО СРР Саратовской области. Дипломной комиссией выдаётся ряд учреждённых специальных радиолюбительских дипломов, большую часть которых возможно получить в электронном виде. 
Многие члены радиоклуба являются членами РО СРР Саратовской области и принимают участие в «Кубке Саратовской области «ВОЛЖСКИЕ ДАЛИ» — соревнования на коротких волнах. Саратовский областной радиоклуб планирует как самостоятельные, так и совместные мероприятия с Правительством Саратовской области, связанные с историческими датами России, а также поездки по Саратовской области и окрестностям. В качестве информационного обеспечения на частотах любительского диапазона организован еженедельный «Круглый стол», а в интернете работает видеоканал на радиолюбительскую тематику.
Саратовский радиоклуб объединяет сотни радиолюбителей в области и играет значимую роль в занятии техническим творчеством граждан как молодого поколения, так и зрелого возраста. Члены радиоклуба участвуют в соревнованиях на КВ и УКВ, полевых днях, днях активности, проводят радиосвязи через метеорные потоки, искусственные спутники Земли, коллекционируют QSL.
Традиционно, в День Космонавтики, радиолюбители Саратовской области работают в эфире с места приземления первого космонавта планеты.
В Саратове и Балакове действуют ретрансляторы УКВ сигналов. Они обеспечивают радиосвязью владельцев стационарных, мобильных и портативных любительских радиостанций в радиусе 70 — 150 км. Это позволяет оперативно организовать радиолюбительскую аварийную радиосвязь во время чрезвычайных ситуаций. Союзом радиолюбителей России и саратовское РО подписали соглашения о сотрудничестве с Министерством чрезвычайных ситуаций.